# A11 Offense

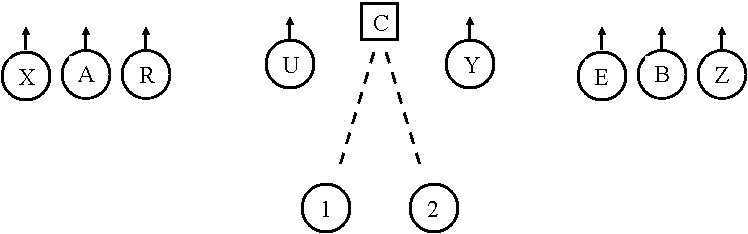
Typische Aufstellung der A11 Offense

Die A11 Offense ist eine Taktik der Offense im American Football. Sie basiert darauf, die Defense bestmöglich zu verwirren. Die A11 Offense zeichnet aus, dass sie zwei Quarterbacks hat und alle elf Spieler berechtigt sind, Vorwärtspässe zu fangen.

## Geschichte
Erfunden wurde die A11 Offense von Steve Humphries und Kurt Bryan, die zum Zeitpunkt der Erfindung Funktionär und Trainer an der Piedmont High School in Nordkalifornien waren. Die Highschool, welche nur 841 Schülerinnen und Schüler hatte, konnte im Football zwar gelegentlich Achtungserfolge erzielen, größere Erfolge wurden jedoch nicht erzielt. Da die Mannschaft mit der Athletik der Spieler größerer Highschools nicht mithalten konnte, überlegten sich beide, wie sie stattdessen durch taktische Überlegungen erfolgreich werden konnten und erfanden so die A11 Offense. Im ersten Jahr der Ausführung (2007) ließ die Mannschaft der Piedmont High School nur zwölf Sacks zu und erreichte mit einer Sieg-Niederlagen-Bilanz von 7-2 die regionalen Play-offs.

## Taktik
Die A11 Offense basiert auf dem Konzept, dass zu Beginn jedes Spielzuges alle elf Spieler einer Mannschaft als potentielle Passempfänger eingesetzt werden können. Um auch den Passgeber vor dem Spielzug nicht zu präsentieren, werden zwei, statt dem im klassischen Football üblichen einen, Quarterbacks aufgestellt. Die A11 Offense ist jedoch auch den üblichen Footballregeln folgen, fünf Spieler an der Line of Scrimmage dürfen also nicht passberechtigt sein. Dadurch bleiben noch vier Receiver und einer der beiden Quarterbacks als mögliche Passempfänger. Die Spieler, die nicht passberechtigt sind, werden jedoch zu jedem Spielzug neu ausgewählt, was die Defense dazu zwingt, schnell zu reagieren. Laut dem Scientific American erhöht sich die Anzahl der Möglichkeiten der Annahme des Snaps und des Voranbringen des Balls von 36 aus einer klassischen Formation auf 16.632 in der A11 Offense.
Beide Quarterbacks stehen zunächst in der Shotgun, also etwa sieben Yards hinter dem Center. Dies erlaubt ihnen mehr Reaktionszeit. Zudem wird die Formation dadurch zu einer Kickingformation. Die A11 Offense basiert auf schneller Ballabgabe und verwendet hauptsächlich Screens, Draws und Option Plays. Laufspielzüge sind aus der A11 Offense dabei eher selten.

## Zulässigkeit
Die A11 Offense ist in der National Football League nicht spielbar, da hier immer mindestens fünf nicht passberechtigte Spieler auflaufen müssen und dabei mit Trikotnummern zwischen 50 und 79 gekennzeichnet werden müssen. Im College Football ist diese Taktik nur spielbar, wenn eine offensichtliche Kickformation eingenommen wird. Im Highschool-Football ist die A11 Offense von 41 der 50 Bundesstaatsverbände akzeptiert.